# Cerro Colorado, Cosamaloapan de Carpio
Cerro Colorado är en ort i Mexiko.   Den ligger i kommunen Cosamaloapan de Carpio och delstaten Veracruz, i den sydöstra delen av landet, 400 km öster om huvudstaden Mexico City. Cerro Colorado ligger 13 meter över havet och antalet invånare är 648.
Terrängen runt Cerro Colorado är mycket platt. Runt Cerro Colorado är det ganska glesbefolkat, med 34 invånare per kvadratkilometer. Närmaste större samhälle är Cosamaloapan de Carpio, 10,2 km nordost om Cerro Colorado. Trakten runt Cerro Colorado består till största delen av jordbruksmark.